# Bejaria
Genre
Classification phylogénétique
Bejaria est un genre de plantes à fleurs de la famille des Ericaceae, originaire d'Amérique centrale et du Sud. Bejaria aestuans est l'espèce type.

## Liste des espèces
Selon GBIF (10 juin 2021) :
- Bejaria aestuans L.
- Bejaria cubensis Griseb.
- Bejaria elliptica L.O.Williams
- Bejaria guianensis Klotzsch ex M.R.Schomb., 1848
- Bejaria imthurnii N.E.Br.
- Bejaria infundibula Clemants
- Bejaria ledifolia Bonpl. ex Humb. & Bonpl.
- Bejaria mathewsii Fielding & Gardner
- Bejaria mexicana Benth.
- Bejaria nana A.C.Sm. & Ewan
- Bejaria neblinensis Maguire, Steyerm. & Luteyn
- Bejaria racemosa Vent.
- Bejaria resinosa Mutis ex L.fil.
- Bejaria setigera Klotzsch
- Bejaria sprucei Meisn.
- Bejaria steyermarkii A.C.Sm.
- Bejaria subsessilis Benth.
- Bejaria tachirensis A.C.Sm.
- Bejaria zamorae Clemants

## Synonymes
Les genres suivants sont synonymes de Bejaria Mutis :
- Acuna Endl., 1839[4]
- Acunna Ruiz & Pav.[1]
- Befaria Mutis ex L.[1]
- Heptacarpis Conz., 1940[4]
- Jurgensenia Turcz., 1847[1],[4]